# Worcester St Martin County
Worcester St Martin County var en civil parish från 1894 till 1952 då den blev en del av Worcester, Warndon och Spetchley, i grevskapet Worcestershire, i England. Civil parish hade 2 357 invånare år 1951.